# Карел Соколарж
Карел Сокола́рж (чеськ. Karel Sokolář; ; 7 квітня 1907, Старий Гарцов — 4 липня 1970 ) — чеський футболіст, нападник. Відомий виступами, зокрема, у складі «Спарти» (Прага) і національної збірної Чехословаччини.

## Футбольна кар'єра
Зазвичай грав на лівому фланзі нападу. Зіграв 7 матчів за збірну Чехословаччини в 1929-1932 роках. Чемпіон Чехословаччини 1932 року. В вищому дивізіоні чемпіонату Чехословаччини грав тільки в складі іпразької «Спарти», за яку виступав з 1930 по 1933 роки. Також грав за клуб ДФК Прага.

## Титули і досягнення
- Чемпіон Чехословаччини (1):

«Спарта» (Прага): 1932
- Срібний призер чемпіонату Чехословаччини (2):

«Спарта» (Прага): 1931, 1933